# 早浦村
早浦村（はやうらむら）は、熊本県の南部、天草郡にかつてあった村である。

## 歴史
- 1889年4月1日 - 町村制施行。一村単独村政として発足。
- 1948年4月1日 - 亀浦村と合併し二浦村となる。